# Лас-Флорес (Селемания)
Лас-Флорес (исп. Las Flores) — посёлок в Мексике, штат Коауила, входит в состав муниципалитета Нададорес. Также известен как Селемания (исп. Celemania), так как в посёлке расположена железнодорожная станция Селемания. Численность населения, по данным переписи 2020 года, составила 178 человек.

## Общие сведения
Посёлок расположен в 12 км от муниципального центра, его основными видами деятельности являются животноводство и сельское хозяйство.

## Происшествия
9 сентября 2007 года грузовой автомобиль, перевозивший 22 тонны аммиачной селитры по федеральной трассе № 30, столкнулся с легковым автомобилем, что привело к его опрокидыванию и возгоранию. На место происшествия прибыли спасатели и журналисты, и в этот момент селитра взорвалась. В результате аварии погибли 37 человек, в том числе трое журналистов.